# ちくご型護衛艦
ちくご型護衛艦（ちくごがたごえいかん、英語: Chikugo-class destroyer escort）は、海上自衛隊の護衛艦（DE）の艦級。第3・4次防衛力整備計画に基づき、昭和42年から48年度で11隻が建造された。ネームシップの建造価格は32億円だったが、昭和47年度計画の「よしの」では81億円となった。

## 来歴
従来、海上自衛隊の作戦は「周辺海域の制海」、「海上交通の保護」および「本土の直接防衛」と区分されてきたが、1965年4月より、「海上交通の保護」と「周辺海域の防衛」の2本柱と再定義した。海上自衛隊としては、両者のバランスをとって推進していく方針であったのに対し、防衛庁内局では、海原治を中心として、海上交通の保護を否定して周辺海域の防衛のみを推進する意見が強かった。
沿岸の作戦は地方隊の担当とされていたが、当時の地方隊は護衛艦をもたず、駆潜艇が配備されていたものの、特に冬季の行動には大きな困難が伴っていた。ちょうど当時、大日本帝国海軍の鎮守府に範を取った地方隊の組織改編が計画されていたことから、これとあわせて、第3次防衛力整備計画中に地方隊に護衛隊を配属することとなった。この時期には海上自衛隊の黎明期を支えたPF（くす型）の大量退役が見込まれていたこともあり、地方隊配備兵力の更新充実が急務となった。
このことから、3次防の策定にあたって、「周辺海域の防衛」を重視する内局に対して海自もあえて反対せず、地方隊配備護衛隊用のDEの建造が3次防の中心事業とされることになった。これによって建造されたのが本型である。

## 設計
設計面では、先行するきたかみ型（36DE; いすず型後期型）の発展型とされている。基本計画番号はE-106。

### 船体
船型としては、いすず型（34DE）で開発された、2層の全通甲板をもつ遮浪甲板型が踏襲された。基本構成もおおむね同様だが、アスロックの装備や上部構造物の大型化に伴って重心が上昇したことから、水線長を4メートル短縮するかわりに幅を0.4メートル広げて、復原性を維持した。なお、本型はもともとは地方隊配備用として構想されていたものの、DDの建造が遅れたことから一部が護衛艦隊に回されることになり、小型の船型にもかかわらず長駆遠征を強いられたが、特に冬季の日本海では動揺が激しく、主方位盤上で射撃準備にあたっていた砲雷長の旗甲板への転落・殉職といった事故もあったとされている。
同時期に建造されていたたかつき型後期型（40DDA）やみねぐも型（40DDK）と同様に、凌波性改善のため、全長の約4分の1にわたってナックル・フレアを付して、上甲板や艦橋への波しぶき打ち上げを防いだ。またDDA・DDKと同様に探信儀を同様のバウ・ドームに収容して搭載したことから、艦首は前方に鋭く突出したものとなっており、主錨のうち1つは艦首上部の船首材に取り付けたバウ・アンカー、もう1つは艦首部左舷に設置されているのも同様である。このバウ・ドームはDDA・DDKとかわらない大きさであったことから、船型の小さな本型にとっては船体抵抗への影響が大きく、特に巡航速力以下では著しいとされていた。このため、所要の航続距離を確保できる船型の実現には相当の苦労がはらわれたものと言われている。
科員一人あたりの居住面積は2.5平方メートルと、36DEとほぼ同程度だが、本型では冷暖房装置の性能強化によって居住性の向上を図った。戦闘・居住両区画に対して直接膨張方式の冷房とサーモタンク方式の暖房が施された。冷房量の増大に伴い、従来の低圧通風方式に替えて中圧通風方式を採用、ダクトの大型化を回避し、出口騒音の増大に対して低減対策を施した。
なお、海洋汚染防止法を受けて、47年度艦「てしお」以降4隻では汚物処理装置およびビルジ排出防止装置等を搭載して竣工したため、基準排水量が30トン増加した。またこれ以前の建造艦にもバックフィットされている。このほか、レーダーの虚像防止のために「とかち」以後の艦では、マストに電波吸収体（RAM）が取り付けられている。

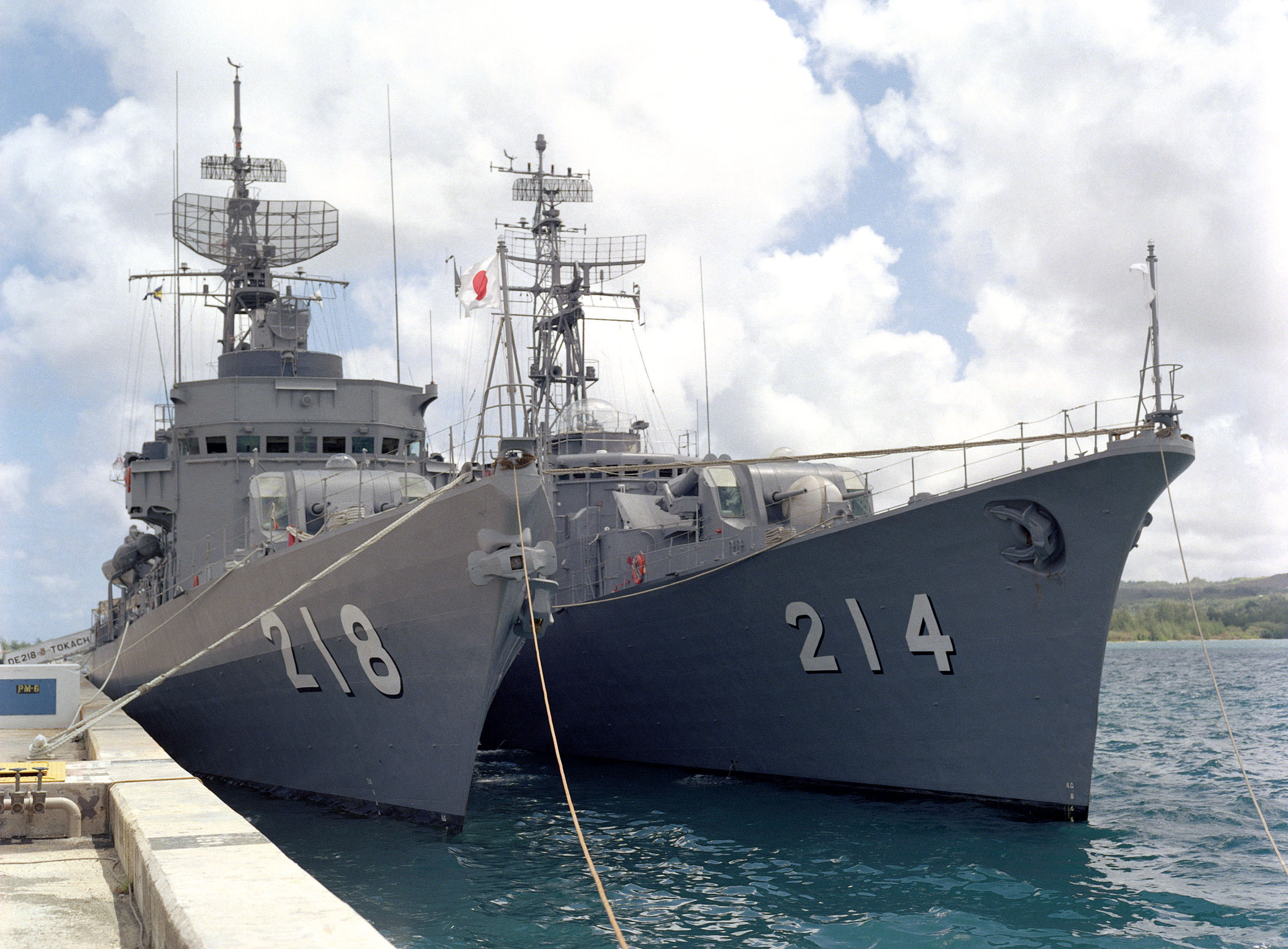
4番艦「とかち」（左側）。右側のきたかみ型「おおい」と比べて艦首乾舷がやや低いのが分かる
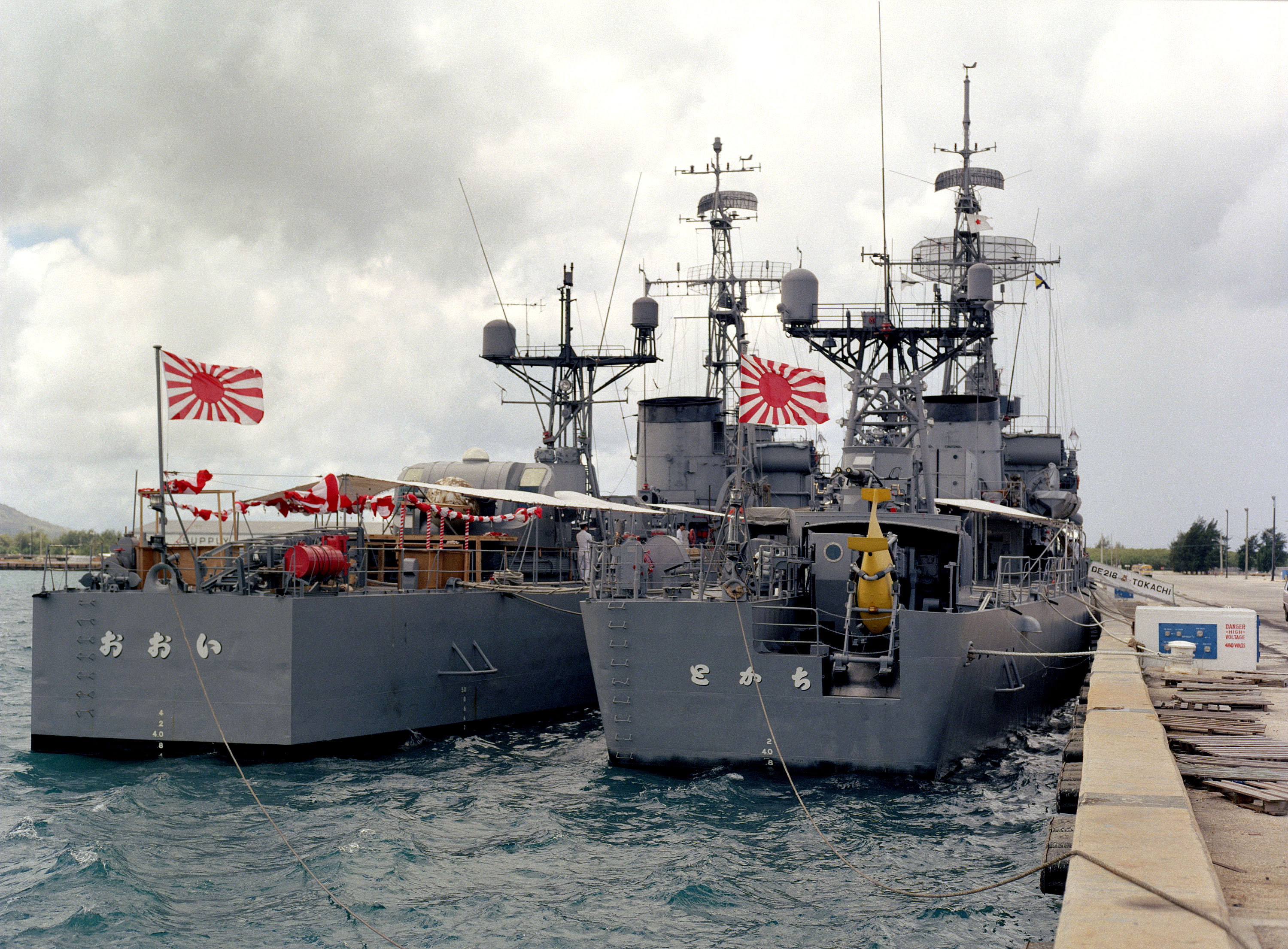
左がきたかみ型。本型は断面が台形で、やや幅広となった
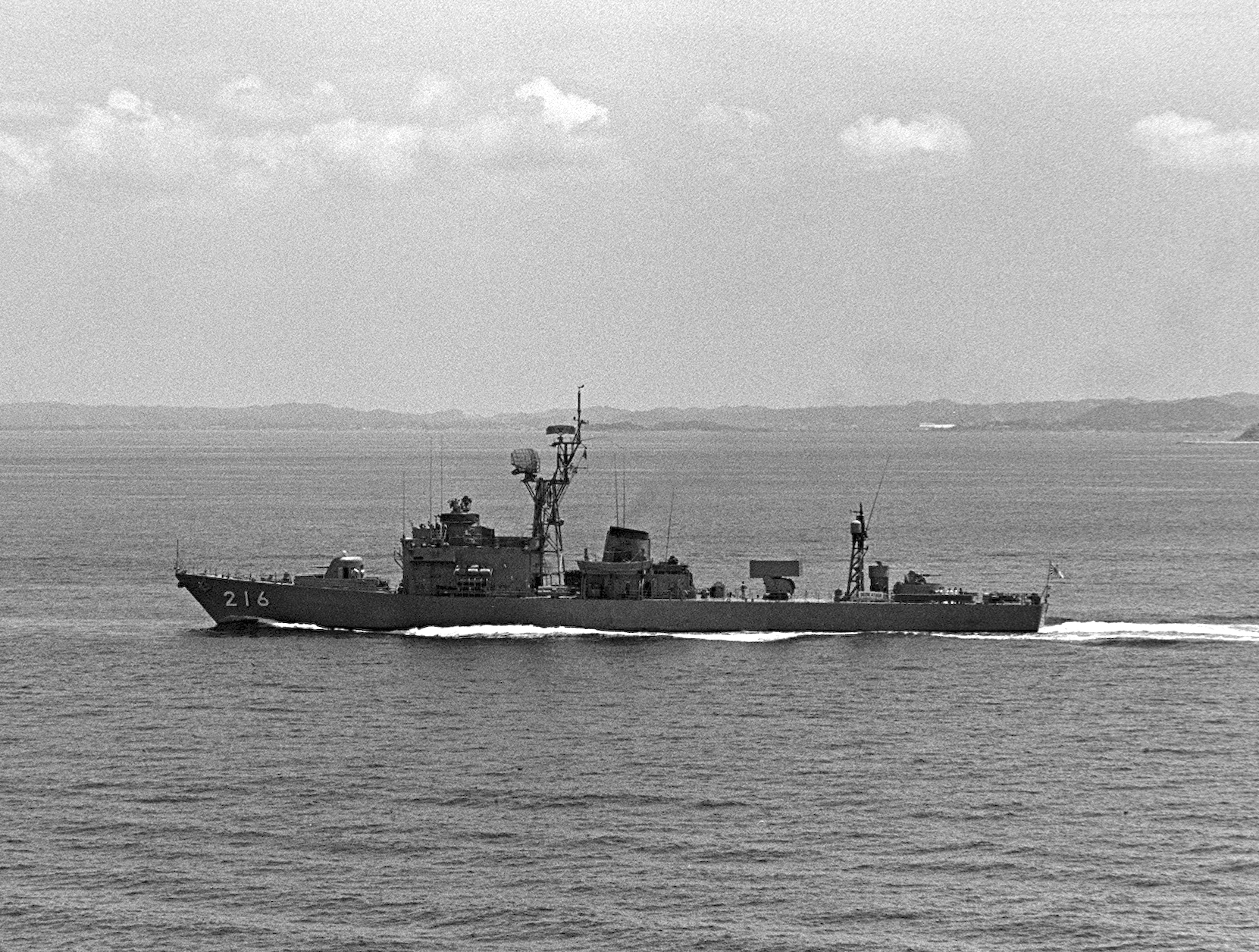
2番艦の「あやせ」（1986年）

### 機関
機関構成は36DEをほぼそのまま踏襲しており、4,000馬力の2サイクルV型12気筒中速ディーゼルエンジン4基を流体継手と減速機を介して2基ずつ2軸にまとめるというマルチプル・ディーゼル方式が採用された。機関のシフト配置について、従来の護衛艦とは異なり右軸用が前に、左軸用が後側に配されている点も同様である。
また搭載する主機も同様であり、日立舞鶴と石播東京が建造した艦では「きたかみ」と同じ三菱長崎製の12UEV30/40N型が、三井玉野が建造した艦では「おおい」と同じ三井玉野製の1228V3BU-38V型が搭載されている。要求性能上の最大出力は25ノットとされていたものの、現実には25ノット弱が限界であり、出力の余裕の点で課題を残した。
本型では、主機の防振・防音対策の強化が図られた。特に煙突と煙突室の容積を有効活用して排気管の拡張性を大きくするなど消音器の能力強化が図られて、かなりの成果をあげたとされている。
電源として用いられる発電機は全てディーゼル駆動であり、出力400 kWの主発電機2基、120 kW（2番艦以降では200 kWに強化）の補助（停泊）発電機1基として、主発電機出力はDDKと同等を確保した。これはソナー等の所要電力と、艦内生活用の消費電力の増大に対応したものであった。

## 装備
本型の装備は、多くの点で、やまぐも型護衛艦（37～39DDK）のそれを本型の艦体規模に適合化したものとなっている。

### センサー
戦闘指揮所（CIC）は、やまぐも型（37〜39DDK）やたかつき型（38〜41DDA）と同等の指揮・情報処理能力を備えていた。またアナログ式の目標指示装置 (TDS) としてTDS-1を備えているが、これは「ながつき」（41DDA）、「なつぐも」（41DDK）で搭載されたものと同系列の装備であった。
対空捜索用のレーダーとしては国産新型のOPS-14が搭載された。対水上捜索レーダーはOPS-17、また電波探知装置（ESM）も、前期型ではNOLR-1B、後期型ではNOLR-5と、いずれもDDA・DDKと同様の装備となった。
ソナーについても、小型艦であるにもかかわらず、DDK・DDAと同じ大出力・低周波（5kHz級）の66式探信儀 OQS-3Aをバウ・ドームに収容して搭載した。また水温躍層下の目標を探知できるよう可変深度式のSQS-35(J) IVDSの装備も計画されたが、予算上の制約により、11隻中6隻のみの装備にとどまった。

### 武器システム
対潜兵器は大きく増強されており、おおむね37DDKと同等の装備が備えられた。きたかみ型の71式ボフォース・ロケット・ランチャーより強力なアスロック対潜ミサイルが搭載されている。このように1,000トン級の艦にアスロックを搭載した例は他にないが、予備弾の収容スペースを設ける余裕がなかったため、搭載弾は、74式アスロックランチャーに装填された8発のみとなっている。
一方、その代償として、砲熕兵器はやや弱体化した。36DEや37DDKでは50口径76mm連装速射砲が2基搭載されていたのに対し、本型では、後部の砲塔（32番砲）のかわりに、上陸支援艇（LSSL）から流用された56口径40mm連装機関砲が搭載された。主砲射撃指揮装置（GFCS）は、同年度のDDKと同じく、国産の新しい72式射撃指揮装置1型B（FCS-1B）とされたが、副方位盤は、40mm機銃と同時にLSSLから流用されたMk.51とされた。40mm機銃は排水量を軽減するために搭載されたが、既に性能的に陳腐化しており、高速の攻撃機や対艦ミサイルに対する阻止火力としてはほとんど期待できなかった。このことから、第4次防衛力整備計画では防空力を強化した発展型の建造が計画されており、48年度艦では90口径35mm連装機銃（L-90）の搭載が予定されたものの、取得予算が認められず、実現しなかった。

## 同型艦

### 一覧表
| 艦番号 | 艦名   | 建造                         | 起工                         | 進水                         | 就役                         | 除籍                         | 最終所属                |
| ------ | ------ | ---------------------------- | ---------------------------- | ---------------------------- | ---------------------------- | ---------------------------- | ----------------------- |
| DE-215 | ちくご | 三井造船 玉野事業所          | 1968年 （昭和43年） 12月9日  | 1970年 （昭和45年） 1月13日  | 1971年 （昭和46年） 7月31日  | 1996年 （平成8年） 4月15日   | 第34護衛隊 佐世保地方隊 |
| DE-216 | あやせ | 石川島播磨重工業 東京第1工場 | 1969年 （昭和44年） 12月5日  | 1970年 （昭和45年） 9月16日  | 1971年 （昭和46年） 5月20日  | 1996年 （平成8年） 8月1日    | 第33護衛隊 横須賀地方隊 |
| DE-217 | みくま | 三井造船 玉野事業所          | 1970年 （昭和45年） 3月17日  | 1971年 （昭和46年） 2月16日  | 1971年 （昭和46年） 8月26日  | 1997年 （平成9年） 7月8日    | 第23護衛隊 佐世保地方隊 |
| DE-218 | とかち | 三井造船 玉野事業所          | 1970年 （昭和45年） 12月11日 | 1971年 （昭和46年） 11月25日 | 1972年 （昭和47年） 5月17日  | 1998年 （平成10年） 4月15日  | 第38護衛隊 呉地方隊     |
| DE-219 | いわせ | 三井造船 玉野事業所          | 1971年 （昭和46年） 8月6日   | 1972年 （昭和47年） 6月29日  | 1972年 （昭和47年） 12月12日 | 1998年 （平成10年） 10月16日 | 第23護衛隊 佐世保地方隊 |
| DE-220 | ちとせ | 日立造船 舞鶴工場            | 1971年 （昭和46年） 10月7日  | 1973年 （昭和48年） 1月25日  | 1973年 （昭和48年） 8月31日  | 1999年 （平成11年） 4月13日  | 第33護衛隊 横須賀地方隊 |
| DE-221 | によど | 三井造船 玉野事業所          | 1972年 （昭和47年） 9月20日  | 1973年 （昭和48年） 8月28日  | 1974年 （昭和49年） 2月8日   | 1999年 （平成11年） 6月24日  | 第23護衛隊 佐世保地方隊 |
| DE-222 | てしお | 日立造船 舞鶴工場            | 1973年 （昭和48年） 7月11日  | 1974年 （昭和49年） 5月29日  | 1975年 （昭和50年） 1月10日  | 2000年 （平成12年） 6月27日  | 第21護衛隊 横須賀地方隊 |
| DE-223 | よしの | 三井造船 玉野事業所          | 1973年 （昭和48年） 9月28日  | 1974年 （昭和49年） 8月22日  | 1975年 （昭和50年） 2月6日   | 2001年 （平成13年） 5月15日  | 第22護衛隊 呉地方隊     |
| DE-224 | くまの | 日立造船 舞鶴工場            | 1974年 （昭和49年） 5月29日  | 1975年 （昭和50年） 2月24日  | 1975年 （昭和50年） 11月19日 | 2001年 （平成13年） 5月18日  | 第22護衛隊 呉地方隊     |
| DE-225 | のしろ | 三井造船 玉野事業所          | 1976年 （昭和51年） 1月27日  | 1976年 （昭和51年） 12月23日 | 1977年 （昭和52年） 6月30日  | 2003年 （平成15年） 3月13日  | 第22護衛隊 呉地方隊     |

### 運用史
本型は、1971年に就役を開始して、順次に第33、34、35、37護衛隊を編成した。上記の経緯により、本型はもともとは地方隊配備用として構想されていたことから、33隊は横須賀、34隊は佐世保、7隊は呉と、それぞれ地方隊に配属されたが、DDの建造が遅れたことから一部が護衛艦隊に回されることになり、第35護衛隊は昭和48年度から56年度まで第4護衛隊群に編入されていた。
33隊は全艦がVDS非装備艦であったが、他の3隊には2隻ずつのVDS搭載艦が配分された。1982年には第35護衛隊が地方隊に隷属換えを受けるとともに第37護衛隊が新編され、5個護衛隊として地方隊の主力を担った。
その後、はつゆき型汎用護衛艦の地方隊への配置に伴い、1996年（平成8年）から退役が開始され、2003年（平成15年）に全艦退役した。

### 発展型
第4次防衛力整備計画では、当初、本型の性能向上型DEの建造が計画されていた。これは速力を28ノットに引き上げるとともに、新型ソナーや個艦防空ミサイルを搭載するものとされていた。しかし28ノットを確保するため基準排水量は約2,000トンに増大し、DDに対して小型安価というDEのメリットが損なわれることから、基本設計は本型を踏襲して建造することとなった。
検討過程で、新型DEの対潜兵器はアスロック対潜ミサイルとボフォース対潜ロケット砲の2系列とすることが構想されるようになった。個艦防空ミサイルは高価だったことからボフォース艦のみに搭載することとされ、アスロック艦は、陸自装備の新型機銃である90口径35mm連装機銃（L-90）を搭載することとされた。その後、1次防で建造された旧型DDにボフォース対潜ロケット砲を搭載して地方隊に配備する構想が生まれたことから、ボフォース艦の構想は削除され、1,500トン型のアスロック・L-90搭載艦の構想のみが生き残った。
昭和48年度までは本型の建造を継続したのち、昭和49年度計画よりこの新型DEに移行する計画とされた。新型DEは計画を1年前倒しして昭和48年度での建造が認められたものの、肝心のL-90の取得予算が認められなかったため、本型の最終艦として建造されることになった。

## 登場作品

### アニメ・漫画
『加治隆介の議』
「ちくご」が登場。北朝鮮小型砲艦による釜関フェリー襲撃に際し、人命優先のため敢えて規律に違反し、砲艦を撃沈する。
『ジパング』
アニメ版に「ちとせ」が登場。主人公である角松洋介の回想シーンの中で、彼の父である角松洋一郎が勤務している。

### ゲーム
『War Thunder』
Ver 1.89にて実装。艦尾にVDSを搭載しており、「とかち」(DE-218)以降の艦と思われる。